# Raucharoma
Als Raucharoma bezeichnet man Zubereitungen aus kondensiertem und gereinigtem Rauch, wie er auch bei den herkömmlichen Verfahren zum Räuchern von Lebensmitteln verwendet wird. Im Gegensatz dazu erscheint frisch erzeugter Rauch, der für die Räucherung von Lebensmitteln eingesetzt wird, in der Zutatenliste als Rauch. Dieser kann vor Ort durch Friktion (Reibung), aus verglimmten Spänen, Pellets, Scheiten sowie regeneriert aus Raucharoma erzeugt werden. Raucharomen gibt es in fester und flüssiger Form; letztere werden oft auch als Liquid Smoke, Flüssigrauch oder flüssiger Rauch bezeichnet. Diese Angabe ist jedoch lebensmittelrechtlich nicht zugelassen, wie auch die Deklaration der Zutaten in Verordnungen weitgehend geregelt ist.

## Tradition des Räucherns
Räuchern in Verbindung mit Trocknen ist eine der ältesten Methoden zur Konservierung von Nahrungsmitteln. Archäologische Funde legen den Schluss nahe, dass die Menschen schon vor etwa 9.000 Jahren das Räuchern als Mittel zur Haltbarmachung kannten. Klimatische Unterschiede in den verschiedenen Regionen waren ein signifikanter Faktor bei der Entwicklung der verschiedenen Konservierungsverfahren. Bei den traditionellen Räucherverfahren wird unterschieden in Kalträuchern bei einer Temperatur von 15–25 °C, Warmräuchern bei 25–50 °C und Heißräuchern bei 50–85 °C. Je höher die Temperatur, desto kürzer die Verweildauer der Nahrungsmittel im Rauch.
Heute wird das Räuchern fast ausschließlich zur Farb- und Aromagebung eingesetzt. Geräuchert wird in der Regel mit Sägemehl und Hack- oder Sägespänen verschiedener Harthölzer. Außerdem werden z. B. Wacholderbeeren, Kräuter, Tannen- oder Kiefernzapfen und -nadeln zur zusätzlichen Aromabildung beigemischt. Es gibt unterschiedliche Räucherverfahren: Glimmrauchverfahren, Friktionsrauchverfahren (Reiberauch), Dampfrauchverfahren und Räuchern mit aus Rauchkondensaten wiedererzeugtem Rauch.

## Definition
Die europäische Verordnung (EG) Nr. 1334/2008 (Aromenverordnung) unterteilt Aromen in sechs verschiedene Kategorien: Aromastoffe, Aromaextrakte, thermisch gewonnene Reaktionsaromen, Raucharomen, Aromavorstufen und sonstige Aromen. Raucharomen im Sinne der Begriffsbestimmungen von Artikel 3 (Nr. 1, 2 und 4) der Verordnung (EG) Nr. 2065/2003 werden durch Fraktionieren und Reinigen von in Wasser kondensiertem Rauch erzeugt. Sie werden dazu verwendet, Lebensmitteln, wie z. B. Fleisch, Fisch oder Snacks, einen Räuchergeschmack zu verleihen. Um Raucharomen herzustellen, müssen Hersteller bestimmte gesetzliche Bedingungen hinsichtlich Temperatur, Wassergehalt des Holzes sowie Luftzufuhr einhalten und streng kontrollieren.

## Kennzeichnung
Die Zugabe von Raucharomen muss immer nach der europäischen Aromenverordnung gesondert gekennzeichnet werden, wenn sie dem Lebensmittel einen Räuchergeschmack verleihen. Die Aromenverordnung regelt die Kennzeichnung von Aromen hinsichtlich Verkauf an die Lebensmittelindustrie und Endverbraucher sowie für die Kenntlichmachung von Aromen in der Zutatenliste von Lebensmitteln auf der Verpackung. Werden Raucharomen bei der Herstellung von Lebensmitteln zugesetzt und verleihen sie dem Lebensmittelprodukt einen Rauchgeschmack, so sind sie als „Raucharoma“ in der Zutatenliste zu kennzeichnen.
Mit der Verordnung (EG) Nr. 2065/2003 über Raucharomen zur tatsächlichen oder beabsichtigten Verwendung in oder auf Lebensmitteln, die am 16. Dezember 2003 in Kraft trat, wurden die rechtlichen Regelungen der Mitgliedstaaten im Bereich der Herstellung, Zulassung und Verwendung von Raucharomen vereinheitlicht.
Die Verordnung sieht ein Verfahren vor, in dem die Kommission die sogenannten Primärprodukte – Primärrauchkondensat und Primärteerphase – für die Herstellung von Raucharomen zulässt. Die zugelassenen Stoffe werden in einer Positivliste im Anhang der Verordnung vermerkt. Geregelt wird also nicht der Zugang einzelner Raucharomen zum Binnenmarkt, sondern man beschränkt sich auf die Kontrolle und Zulassung von Ausgangsstoffen, der Primärprodukte. Im Zulassungsverfahren müssen die Hersteller von Primärprodukten dabei detaillierte Angaben über Ausgangsstoffe und Produktionsmethoden machen. Die Zulassungsanträge sind bei der zuständigen Behörde des Mitgliedstaates zu stellen. Diese leitet sie an die Europäische Behörde für Lebensmittelsicherheit weiter.
Nach der EU-Verordnung müssen folgende Angaben bei Rauchkondensaten gemacht werden:
- Verwendete Holzart
- Genaue Angaben über die Produktionsmethode der Primärprodukte und die Weiterverarbeitung zu Flüssigrauchderivaten
- Die qualitative und quantitative Analyse der Primärprodukte und die Charakterisierung desjenigen Anteils, der nicht identifizierbar ist. Dieser sollte möglichst klein sein.
- Einsatz einer validierten Methode zur Probennahme, Identifizierung und Charakterisierung der Primärprodukte
- Informationen über die beabsichtigte Einsatzmenge
- Toxikologische Daten

Nach EU-Verordnung 1321/2013 werden Raucharomen als Zutat und als Basis für die Raucherzeugung deklaratorisch unterschieden. Als Zutat eingesetzt greift die EU VO 1334/2008 und sie werden als Raucharoma deklariert. Durch den Schritt der Raucherzeugung werden die Aromen zum Rauch und sind auch als solcher zu deklarieren. Hierbei müssen die chemisch-physikalischen Eigenschaften, wie Partikelgröße und Zusammensetzung, mit denen eines Rauches, z. B. aus Friktion, vergleichbar sein.

## Produktionsverfahren
Das Räuchern mit aus Rauchkondensaten wiedererzeugtem Rauch bietet sich als gesundheits- und umweltschonende Alternative zum klassischen Räuchern mit Glimmrauch an. Bei diesem Verfahren ist das Lebensmittel nicht direkt dem mit toxischen Stoffen (Asche, Teer, PAK u. a.) versehenen Rauchstrom ausgesetzt, sondern es wird durch Zerstäuben ein Rauch erzeugt und das Lebensmittel damit geräuchert. Die Raucherzeugung ist dabei maximal standardisierbar. Als Primärrauchkondensat werden Lösungen bezeichnet, die durch Pyrolyse von Holz gewonnen werden. Der Ausdruck Flüssigrauch ist lebensmittelrechtlich nicht zugelassen und stellt dabei auch nicht die Eigenschaften von Rauch dar. Die beim in Deutschland immer noch überwiegend angewendeten klassischen Räuchern entstehenden unerwünschten Stoffe wie Asche und Teer werden bei der Herstellung des Rauchs durch Filtern und Reinigen nahezu völlig beseitigt. Der aus den Primärrauchkondensaten erzeugte Räucherrauch lässt sich für alle üblichen Räucherverfahren wie Kalt-, Warm-, Heiß- und Dampfräuchern einsetzen. Neben der gewünschten Räucherfarbe und dem Räuchergeschmack werden die für das Produkt erforderliche Haltbarkeit und Textur erzielt.
Beim Prozess der Pyrolyse werden Sägespäne unter weitgehendem Ausschluss von Sauerstoff erhitzt. Der entstehende Rauch wird in Wasser auskondensiert und anschließend in einem mehrstufigen Filterverfahren von unerwünschten Stoffen weitestgehend befreit. Das Kondensat wird durch physikalische Prozesse in drei Komponenten zerlegt: ein wässriges Rauchkondensat, eine wasserunlösliche Teerphase hoher Dichte und eine wasserunlösliche ölige Phase. Die wasserunlösliche ölige Phase ist dabei ein Nebenprodukt und nicht zur Weiterverarbeitung geeignet. Einige Fraktionen der wasserunlöslichen Teerphase sowie das Rauchkondensat werden anschließend gereinigt, wobei einige der gesundheitsschädlichsten Bestandteile, vorrangig polyzyklische aromatische Kohlenwasserstoffe (PAK), entfernt werden.
So erhält man das sogenannte Primärrauchkondensat und die Primärteerphase. Diese beiden bilden die Primärprodukte und sind Grundlage der Weiterverarbeitung zu Raucharomen. Diese erfolgt auf physikalischem Weg durch Extraktion, Destillation, Eindampfen, Absorption oder Membranfiltration und weiterhin durch Zugabe von sonstigen Aromen, Lösungsmitteln, Lebensmittelzutaten oder Lebensmittelzusatzstoffen.

## Inhaltsstoffe
Rauchkondensat oder Flüssigrauch besteht aus über 400 chemischen Verbindungen (Phenole, Aldehyde, Carbonsäuren) und wird anhand des Gehalts von organischen Säuren (u. a. Ameisensäure, Essigsäure), Phenolen und Carbonylen charakterisiert. Phenole verleihen dem Flüssigrauch das rauchige Aroma, die Carbonyle erzeugen braune Farbe.

## Gesundheitsaspekte
Die chemische Zusammensetzung von Rauch ist sehr komplex und hängt z. B. von Holzart und Wassergehalt des Holzes, vom Verfahren zur Raucherzeugung sowie der Temperatur und der Sauerstoffkonzentration während der Raucherzeugung ab. Die beim Verglimmen von Holz entstehenden flüchtigen Komponenten, Asche, Teer und polyzyklische aromatische Kohlenwasserstoffe (PAK), z. B. Benzo[a]pyren, dringen in die Oberfläche des Lebensmittels ein. Geräucherte Lebensmittel geben daher generell Anlass zu Bedenken in gesundheitlicher Hinsicht, insbesondere in Bezug auf die möglichen PAK. So wurde zwar in einer Studie nachgewiesen, dass unterschiedliche Holzarten für den Räucherprozess für unterschiedlich hohe PAK-Konzentrationen im Räuchergut sorgen, die gesundheitsgefährdenden Stoffe jedoch in jedem Fall enthalten sind.
„Da Raucharomen aus fraktioniertem und gereinigtem Rauch hergestellt werden, wird ihre Verwendung generell als weniger gesundheitsbedenklich angesehen als der traditionelle Räucherprozess.“ Bei den Sicherheitsbewertungen muss jedoch die vielseitigere Verwendungsmöglichkeit von Raucharomen im Vergleich zum herkömmlichen Räuchern berücksichtigt werden. Hier sind Lebensmittel wie Soßen (z. B. BBQ Sauce), Suppen und Snack Food zu nennen, die üblicherweise nicht geräuchert werden, aber durch den Einsatz von Raucharomen einen Rauchgeschmack verliehen bekommen können. Bei der Verwendung von regeneriertem Rauch aus gereinigtem Rauchkondensat, der für die Räucherung von Lebensmitteln in Räucheranlagen eingesetzt wird, ist ein reduzierter Gehalt an PAK und 3-Monochlorpropandiol (3-MCPD) ohne Änderung der sensorischen und chemischen Eigenschaften festzustellen.

## Umweltvorteile
Das Räuchern mit aus Rauchkondensat wiedererzeugtem Rauch sollte hinsichtlich des gestiegenen Umweltbewusstseins das bevorzugte Räucherverfahren sein. Das Räucherverfahren mit Rauchkondensat verbraucht nicht nur weniger Material, sondern ist auch wesentlich energiesparender. So wird beim Glimmrauchverfahren aufgrund der Anlagentechnik im Vergleich zum Räuchern mit Rauch aus Rauchkondensat bis zu fünfmal so viel CO2 emittiert. Zudem ist bei der traditionellen Räucherung der Wasserverbrauch größer, und das Abwasser, das bei der Rauchgasreinigung anfällt, ist deutlich stärker mit Chemikalien (alkalische Reinigungsmittel wie Rauchharzentferner) und anderer Schmutzfracht (Ruß, Teer) belastet.
Neben der generellen Emissionsbelastung im Umfeld der Räuchereien besteht beim Glimmrauchverfahren zudem ein erhöhtes Brandrisiko durch Feuer- und Explosionsgefahr in den Rauchabteilungen. Allein im Jahr 2008 traten mindestens sieben Brandfälle mit (insgesamt) einem Todesopfer und einem Gesamtschaden in Höhe von 316 Millionen Euro auf.

### Kohlendioxid
Bei der konventionellen Raucherzeugung fallen bis zu 50,8 % des eingesetzten Materials als Abfall an, die entsorgt werden müssen. Durch die Reinigung, Abfallentsorgung und Transport der Räuchermittel fallen bei den konventionellen Räucherverfahren etwa 0,5 kg CO2 je Tonne geräuchertes Lebensmittel an. Bei der Flüssigrauchherstellung fallen dagegen nur 0,84 % des eingesetzten Materials als Abfall an. Die Stoffe (Teer, Holzkohle), die nicht im Flüssigrauch Verwendung finden, werden zur Energieerzeugung der Prozesswärme eingesetzt und verbessern die CO2-Bilanz um 0,342 kg je Tonne geräuchertes Lebensmittel. Aufgrund der geringeren Einsatzmenge von Flüssigrauch ist mit einer Emission von 0,1 kg CO2 je Tonne geräuchertes Lebensmittel für die Reinigung, Entsorgung und Transport zu rechnen.
Beim Einsatz von Glimmrauch ist die Nachverbrennung der Rauchgase vorgeschrieben. Hierbei werden je Tonne zu räucherndes Lebensmittel etwa 10 m3 Erdgas verbraucht. Dies entspricht 24,85 kg CO2 je Tonne geräucherte Fleischware (am Beispiel von Räucherschinken). Bei Friktionsraucherzeugung und Flüssigrauchproduktion ist keine Nachverbrennung erforderlich.

### Schadstoffe
Beim Verglimmen von Holz entstehen Stoffe wie Asche, Teer und polyzyklische aromatische Kohlenwasserstoffe (PAK). Der Einsatz von Glimmrauch schreibt eine Nachverbrennung der Rauchgase vor. Im Abgas thermischer und katalytischer Nachverbrennungseinrichtungen dürfen Emissionen an Stickstoffmonoxid und Stickstoffdioxid (NOx), angegeben als Stickstoffdioxid, die Massenkonzentration 0,10 g/m3 nicht überschreiten; gleichzeitig dürfen die Emissionen an Kohlenmonoxid (CO) die Massenkonzentration 0,10 g/m3 nicht überschreiten. Untersuchungen haben gezeigt, dass diese Werte von keinem der untersuchten Nachverbrenner eingehalten worden sind.
Durch den Einsatz von Rauchkondensat werden Räucheremissionen in die Abluft aus zwei Gründen vermieden und somit die oben genannten Emissionsbegrenzungen der Technischen Anleitung zur Reinhaltung der Luft (TA Luft) eingehalten. Entscheidend ist: Bei der Erzeugung von Räucherrauch aus dem Flüssigrauch findet keine thermische Verbrennung statt, weswegen CO und NOx nicht entstehen können. Und der Räucherprozess findet in einem geschlossenen System statt. Aufgrund dieser ökologisch positiven Aspekte wird Flüssigrauch in der TA Luft als Primärmaßnahme zur Emissionsminderung bewertet und ist von den Auflagen des Bundes-Immissionsschutzgesetzes befreit.
Mit dem „Rauch Qualitätssiegel“ für geräucherte Fleisch- und Wurstwaren hat der Raucharomahersteller Red Arrow ein geschütztes Markenzeichen für von Teer und Asche befreite Rauchprodukte eingeführt.